# Zhengjiatun
Zhengjiatun är en ort i Kina. Den ligger i provinsen Jilin, i den nordöstra delen av landet, omkring 140 kilometer väster om provinshuvudstaden Changchun. Antalet invånare är 93 666.
Runt Zhengjiatun är det ganska glesbefolkat, med 35 invånare per kvadratkilometer. Det finns inga andra samhällen i närheten. Trakten runt Zhengjiatun består till största delen av jordbruksmark.
Genomsnittlig årsnederbörd är 795 millimeter. Den regnigaste månaden är juli, med i genomsnitt 176 mm nederbörd, och den torraste är januari, med 8 mm nederbörd.